# Suzan Pitt
Suzan Pitt (Kansas City, Missouri, 1943-16 de juny de 2019) va ser una animadora i pintora estatunidenca els films de la qual han estat aclamats i exhibits a tot el món. Va impartir classes com a professora en el programa d'Animació Experimental de l'Institut de les Arts de Califòrnia.

## Animació
Va estudiar pintura a l'Acadèmia d'Art de Cranbrook, graduant-se amb BFA el 1965. A finals dels anys 60 es va establir a Nova York i Pitt va començar a experimentar amb animació retallada mitjançant una càmera de 8mm, completant el seu primer curtmetratge Bowl, Garden, Theatre, Marble Game el 1970.
La seva pel·lícula Asparagus es va projectar juntament amb Eraserhead, de David Lynch, durant dos anys dins del circuit de les midnight movies estatunidenca.
Va treballar com a productora de cinema per a diversos projectes animats, així com dissenyant les primeres dues òperes que van incloure imatges animades en la seva representació (La Damnation de Faust i Die Zauberflöte) pel Hamburgische Staatsoper el 1988. A més, va crear grans espectacles multimèdia per a la Biennal de Venècia amb John Cage el 1976 i la Universitat Harvard el 1980.
Com a professora associada de la Universitat Harvard, va rebre una Beca Guggenheim, un Moving Image Award de la Creative Capital Foundation, una beca Rockefeller, i tres subsidis de producció de la National Endowment of the Arts estatunidenca.

## Preservació de la seva obra
L'Academy Film Archive ha preservat les pel·lícules Crocus (1971) i Asparagus (1978) en 2013 i 2014 respectivament.

## Filmografia
- Bowl, Theatre, Garden, Marble Game – 1970 (16 mm, color, 7 min.)
- Crocus – 1971 (16 mm, color, 7 min.)
- A City Trip – 1972 (16 mm, color, 3 min.)
- Cels – 1972 (16 mm, color, 6 min.)
- Whitney Commercial – 1973 (16 mm, color, 3 min.)
- Jefferson Circus Songs – 1973 (16mm, color, 16 min.)
- Asparagus – 1978 (35 mm, color, 18 min.)
- Joy Street – 1995 (35 mm, color, 24 min.)
- El Doctor – 2006 (35 mm, color, 23 min.)
- Visitation – 2011 (digital —des de 16 mm—, b/n, 9 min.)
- Pinball – 2013 (digital, color, 7 min.)